# Mark Fish
Mark Anthony Fish, más conocido como Mark Fish, (Ciudad del Cabo, Sudáfrica, 14 de marzo de 1974) es un exfutbolista sudafricano, que se desempeñó como defensor y que militó en diversos clubes de Sudáfrica, Inglaterra e Italia.

## Clubes
| Club              | País       | Año         |
| ----------------- | ---------- | ----------- |
| Jomo Cosmos       | Sudáfrica  | 1991 - 1993 |
| Orlando Pirates   | Sudáfrica  | 1993 - 1996 |
| Lazio             | Italia     | 1996 - 1997 |
| Bolton Wanderers  | Inglaterra | 1997 - 2000 |
| Charlton Athletic | Inglaterra | 2000 - 2006 |
| Ipswich Town      | Inglaterra | 2007        |
| Jomo Cosmos       | Sudáfrica  | 2007 - 2011 |

## Selección nacional
Ha sido internacional con la Selección de fútbol de Sudáfrica; donde jugó 62 partidos internacionales y anotó 2 goles por dicho seleccionado. Incluso participó con su selección, en 1 Copa Mundial. La única Copa del Mundo en que Fish participó, fue en la edición de Francia 1998, donde su selección quedó eliminado en la primera fase.